# Inordem
Inordem es un grupo de heavy/thrash metal de Madrid (España).

## Historia
Inordem lo fundan en 1997 Carlos Cabrera (batería) y Sergio Basanta (guitarra solista), a los que se suman Raúl Pérez (guitarra rítmica), Fede Pardueles (bajo) y Hugo Silva (voz), para dar lugar a la primera formación del grupo en 1998.
En 1999, tras la salida de Hugo y Fede, se incorpora Jota F. Torres como bajista y Raúl asume el papel de voz principal. 
En 2002 Inordem edita su primer EP titulado Antítesis, grabado por Raúl Guerra en los Estudios Infinity de Madrid.
En 2004 se edita La Oruga, primer LP del grupo, grabado en Eurosonic (Madrid) por Sonia Robles y mezclado en Cube (Madrid) por Alberto Seara.
En 2006 Inordem firma su primer contrato con la compañía Lengua Armada para la edición del segundo LP del grupo Progreso, grabado y mezclado en Cube (Madrid) y producido por Alberto Seara. Lengua Armada edita un primer single de adelanto al disco que incluye los temas Despiértame y Salvaje, canción esta última para la que también se graba un videoclip, bajo la realización de Roger Crunch. Después de una gira de presentación por gran parte de la geografía española, los caminos de Inordem y Raúl Pérez se separan a finales de 2007.
A principios de 2008 se incorpora Mario González a las guitarras y posteriormente Daniel Martorell como voz solista, dando lugar de nuevo a una formación de cinco miembros. Con esta formación Inordem graba su tercer disco Destrucción Mutua Asegurada (2008), en los Mart Estudios de Córdoba, contando con la producción de M. Ángel Martínez (Mart). El disco es editado de nuevo por Lengua Armada. Inordem elige el tema Yo no quiero tu paz (americana) para grabar un primer videoclip, para el cual el grupo cuenta con la dirección de Daniel San Román y las colaboraciones de Blanca Portillo y Álex González en los papeles principales. Posteriormente se graba un segundo videoclip (en este caso de animación) del tema Demasiado tarde, dirigido por Laura Díaz Cubas.
A finales de 2009 Daniel Martorell deja el grupo y poco después se incorpora Joan Hernández como vocalista. Formación con la que Inordem prepara nuevos temas para meterse de nuevo al estudio.
En marzo de 2011 Inordem entra a grabar el que será su cuarto disco, en los estudios Sadman de Madrid, dirigidos por Carlos Santos, "La miseria de Dios", disco que se presentará en dos partes. Una primera en formato digital de alta calidad y disponible para descarga libre en la web del grupo www.inordem.com y una segunda que se graba un año después, también en los estudios Sadman. Ambas partes son masterizadas en los estudios Finnbox en Helsinki (Finlandia) por Mika Jussila.
En abril de 2012 Inordem graba la segunda parte del disco y en octubre de este mismo año el grupo edita, de nuevo con Lengua Armada, su nuevo trabajo, "La miseria de Dios", con una presentación de lujo, en doble CD y una portada diseñada por Laura Díaz Cubas.
Este último disco de Inordem se identifica por su agresividad y fuerza y por un marcado estilo cercano al Thrash metal que marcará el rumbo en los próximos años.[cita requerida]

## Discografía

### Álbumes
- Antítesis (2002)
- La Oruga (2004)
- Progreso (2006)
- Destrucción Mutua Asegurada (2008)
- La Miseria de Dios (2011-2012)

### Videos
- Salvaje (2006)
- Yo no quiero tu paz (americana) (2008)
- Demasiado tarde (2009)
- Intacto II (2011)
- La Miseria de Dios (2011)

## Miembros
- Joan Hernández - Voz
- Sergio Basanta - Guitarra
- Carlos Cabrera - Batería
- Jota F. Torres - Bajo

## Exmiembros
- Hugo Silva (1998)
- Fede Pardueles (1998)
- Raúl Pérez (1997-2007)
- Daniel Martorell (2008-2009)
- Mario Gonzalez (2008 - 2012)